# Alfred Shemweta
Alfred Shemweta, född 19 februari 1970 i Tanzania, är en svensk friidrottare (långdistanslöpare) som blev svensk mästare på 10 000 meter 1997, 1998, 1999. 
Han vann även Stockholm Marathon 1999 och 2000  I Finnkampen 2004 kom han på femte plats och 1998 på andra plats. Han vann Nordic Challenge 1999.
Vid VM i Sevilla 1999 kom han på 28:e plats i maratonloppet.
Shemweta utsågs 2006 till Stor grabb/stor tjej nummer 490 i friidrott.
Han tävlade för först Flemingsbergs SK och därefter (från och med 2002) för Hässelby SK.

## Personliga rekord
Utomhus 
- 5 000 meter – 14:00,7 (Stockholm 21 augusti 1998)[6][11]
- 5 000 meter – 15:01,04 (Växjö 7 juli 2002)[12]
- 10 000 meter – 28:38,29 (Helsingfors, Finland 30 augusti 1998)[6]
- 10 000 meter – 28:38,29 (Helsingfors, Finland 29 augusti 1998)[11][12]
- 10 km landsväg – 29:10 (Stockholm 2 augusti 1997)[12]
- Halvmaraton – 1:02:45 (Göteborg 8 maj 1999)[6]
- Halvmaraton – 1:02:43 (Stockholm 5 september 1998)[11][12]
- Maraton – 2:14:52 (Stockholm 12 juni 1999)[6][11][12]